# Arnold (Osnabrück)
Arnold († 15. Dezember 1190 vor Akkon) war ab 1173 Bischof von Osnabrück.

## Leben
Der ehemalige Dompropst von Osnabrück, dessen in der Literatur angegebene Zugehörigkeit zum Hause Altena   unsicher ist, war ein Parteigänger Kaiser Friedrich Barbarossas (1155–1190) und führte die Politik seines Vorgängers
Philipp von Katzenellenbogen fort. Im Streit mit dem Grafen Simon von Tecklenburg über die Iburg blieb er siegreich und erreichte, dass die Lehnshoheit des Bischofs über den Kirchenvogt festgestellt wurde (1186). Erfolgreich blieb er auch in territorialer Hinsicht, wo es ihm gelang, den Umfang des Kirchenbesitzes zu vergrößern. Nachdem er bereits 1176/77 den Kaiser nach Italien begleitet hatte und Zeuge des Friedens von Venedig zwischen Barbarossa und Papst Alexander III.
(1159–1181) gewesen war, brach er 1189 zusammen mit dem Kaiser zum Dritten Kreuzzug auf. Arnold starb bei der Belagerung von Akkon an der Pest.